# Herse

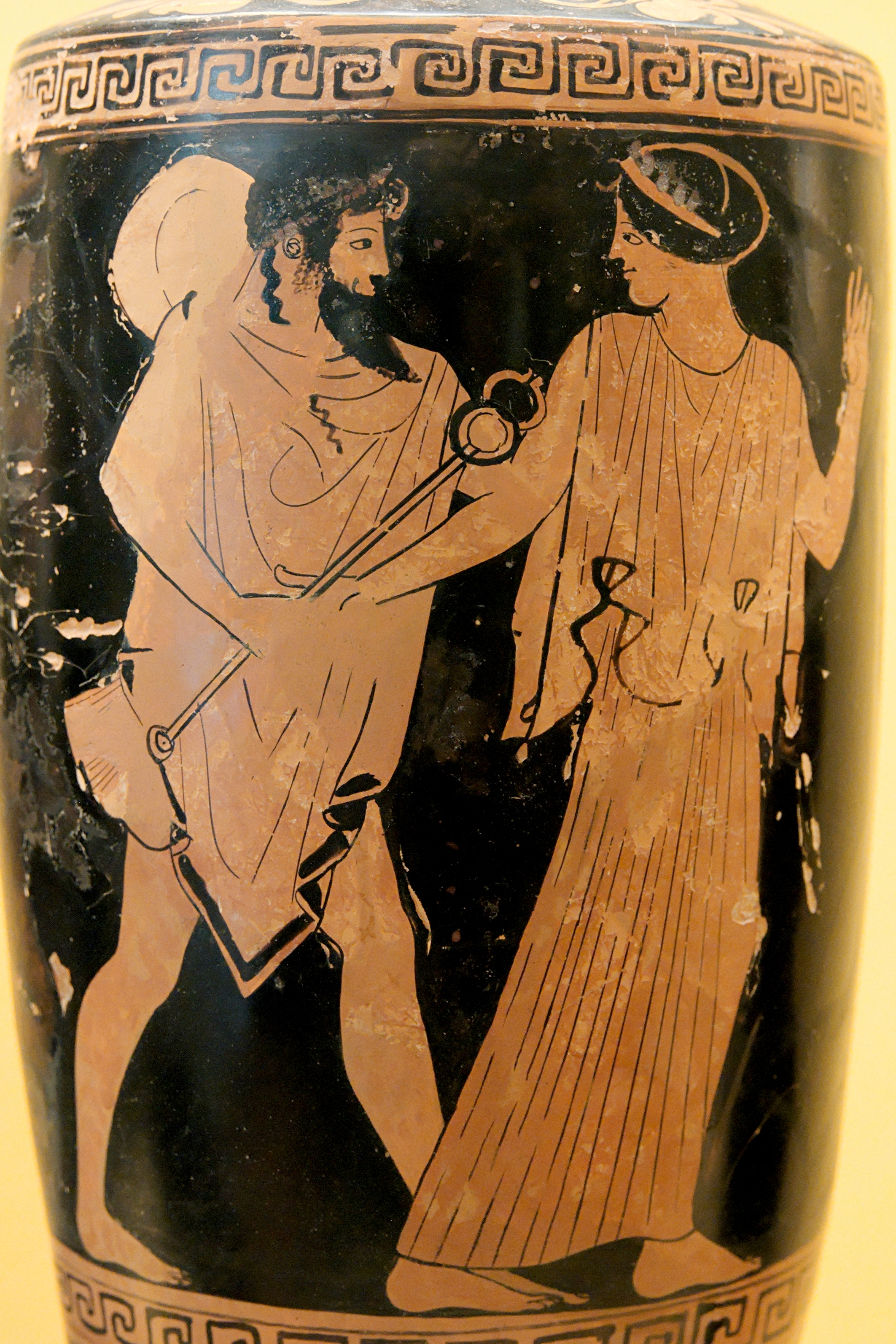
Lécito da Ática de 470 a.C. com a figura de Hermes perseguindo uma mulher (provavelmente, Herse).

Herse, na mitologia grega, foi uma das três filhas do rei de Atenas Cécrope I.
Existem várias versões sobre seu mito.
Segundo Pausânias, as três irmãs Aglauro, Herse e Pândroso receberam, de Atena, um baú, com ordens de não abri-lo. Pândroso obedeceu, mas Aglauro e Herse olharam; lá dentro estava Erictônio, e a visão dele as levou à loucura, pois elas foram até a acrópole e se jogaram de lá.
Segundo Pseudo-Apolodoro, Cécrope I casou-se com Agraulo, filha de Acteu, com quem teve três filhas, Herse, Pândroso e Agraulo, e um filho, Erisictão. Tanto Agraulo quanto Herse tiveram filhos com deuses: Alcipe foi filha de Agraulo com Ares, e Céfalo foi filho de Herse com Hermes; Céfalo foi levado por Eos.